# Cédric Klapisch
Cédric Klapisch (Neuilly-sur-Seine, 4 september 1961) is een Frans filmregisseur, scenarist, acteur en filmproducer.
Hij maakt vooral komedies en bedenkt en schrijft meestal zelf het scenario voor zijn films. Hij is ook in elke film even te zien.

## Leven en werk

### Opleiding en eerste stappen in de filmwereld
Klapisch studeerde film, eerst in Parijs en daarna in New York. Hij werkte er eerst als cameraman maar hij schakelde al vlug over naar de regie. Hij maakte Glamour toujours, zijn eerste korte film. Enkele korte films later keerde hij terug naar Frankrijk. Hij deed er ervaring op als elektricien op de filmset van onder meer Mauvais sang (Leos Carax, 1986). Hij was ook actief als scenarist en regisseur van bedrijfsfilms en televisiedocumentaires. Zo verwezenlijkte hij in 1989 Masaiitis, een documentaire over de Masai. In datzelfde jaar draaide hij nog Ce qui me meut, een korte film over Etienne Jules Marey, een pionier van de fotografie en een voorloper van de cinematografie.

### Eerste successen als filmregisseur
In 1992 behaalde hij al een eerste commercieel succes met zijn debuut, de sociale satire Riens du tout waarin Fabrice Luchini als jonge PDG zijn met faillissement bedreigd bedrijf met nieuwe managementmethodes (gebaseerd op onder andere teambuilding) dacht te kunnen redden. Zijn tweede film, de televisiefilm Le Péril jeune (1994), oogstte zoveel succes op televisiefestivals dat deze een jaar later als bioscoopfilm uitgebracht werd. In deze tragikomedie bracht hij vier vrienden opnieuw samen, vijf jaar na het beëindigen van hun middelbare studies in 1976. Bij de Franse jeugd van de jaren negentig kreeg de film stilletjes aan de status van nostalgische cultfilm. Hij betekende ook het debuut van Romain Duris, die in de meeste volgende werken van Klapisch zou meespelen en zo zijn acteur fétiche werd.

### Korte film
Klapisch deed nog enkele uitstapjes in de wereld van de korte film. Zo werkte hij mee aan de collectieve film 3000 scénarios contre un virus (1994), bedoeld als preventiefilm tegen aids. Hij verfilmde er, net zoals de andere regisseurs, scenario's voor korte films van leerlingen voor. Poisson rouge toonde op een grappige manier dat een condoom wel degelijk levens kan redden. De documentaire sketchenfilm Lumière et Compagnie (1995) werd gedraaid naar aanleiding van de honderdste verjaardag van de cinematografie. Le Ramoneur des Lilas (1998) was pornografisch van opzet.

### Doorbraak
Klapisch' doorbraak kwam in 1996, met twee films tegelijk. In de intieme komedie Chacun cherche son chat zoeken de bewoners van een Parijse buurt in een solidaire zoektocht naar een verdwenen kat. De komedie Un air de famille is de verfilming van het gelijknamige succesrijke toneelstuk van het duo Agnès Jaoui-Jean-Pierre Bacri. Deze film kreeg in 1997 drie Césars. De science-fictionfilm Peut-être (1999), een van de laatste films van Jean-Paul Belmondo, begon op de avond van de laatste dag van de twintigste eeuw.

### Groot succes metL'Auberge espagnole
Nog meer succes viel de komedie L'Auberge espagnole (2002) te beurt. De Belgische actrice Cécile de France hield er een César voor Beste jong vrouwelijk talent aan over. De amoureuze en andere lotgevallen van een internationaal studentengezelschap in Barcelona spraken zo tot de verbeelding dat er al gauw een nog succesvoller vervolg aan gebreid werd : Les Poupées russes (2005). Cécile de France kreeg opnieuw een César, deze keer in de categorie César voor beste actrice in een bijrol. Tussen die twee films door draaide Klapisch nog de film noir Ni pour ni contre (bien au contraire) (2002) met de Belgische actrice Marie Gillain in de hoofdrol.

### Verdere carrière
In 2008 waagde Klapisch zich met veel succes aan Paris, een tragikomedie waarin de levens van heel wat personages elkaar kruisten. Een broer en zus, gespeeld door Juliette Binoche en Romain Duris, vormden de spil van deze kroniek van het bestaan in de Franse hoofdstad. In de tragikomedie Ma part du gâteau (2011) ontdekte een ontslagen arbeidster (Karin Viard) dat haar nieuwe werkgever, een Parijse beursmakelaar (Gilles Lellouche), verantwoordelijk was voor de sluiting van de fabriek in Duinkerke waar zij werkte.
Casse-tête chinois (2013), het tweede vervolg op L'Auberge espagnole, voert dezelfde personages ten tonele, nu als prille veertigers.

## Filmografie

### Lange speelfilms
- 1989 - Maasaiitis (televisiedocumentaire samen met Xavier Peron)
- 1991 - Riens du tout
- 1994 - Le Péril jeune
- 1996 - Chacun cherche son chat
- 1996 - Un air de famille (naar het gelijknamige toneelstuk van Agnès Jaoui en Jean-Pierre Bacri)
- 1999 - Peut-être
- 2001 - L'Auberge espagnole
- 2002 - Ni pour ni contre (bien au contraire)
- 2005 - Les Poupées russes
- 2008 - Paris
- 2010 - Aurélie Dupont, l'espace d'un instant (televisiedocumentaire)
- 2011 - Ma part du gâteau
- 2013 - Casse-tête chinois
- 2017 - Ce qui nous lie
- 2019 - Deux moi
- 2022 - En corps
- 2025 - La Venue de l'avenir

### Korte films
- 1984 - Glamour toujours
- 1984 - Un, deux, trois, mambo
- 1984 - Jack le menteur
- 1986 - In Transit
- 1989 - Ce qui me meut
- 1994 - 3000 scénarios contre un virus (de delen Poisson rouge en La Chambre, deze laatste samen met Jacques Renard van de groepsfilm)
- 1995 - Lumière et Compagnie (documentaire sketchenfilm)
- 1998 - Le Ramoneur des Lilas (met een kwotatie X bedacht, met de Braziliaanse pornoster Olivia Del Rio)

### Cameo's
Klapisch heeft de gewoonte een bescheiden figurantenrolletje te spelen in zijn films of, net zoals Alfred Hitchcock, even in beeld in te verschijnen.
- Bibsys: 5010415
- Biblioteca Nacional de España: XX1386038
- Bibliothèque nationale de France: cb13529171t (data)
- Catàleg d'autoritats de noms i títols de Catalunya: 981058608367506706
- Gemeinsame Normdatei: 12221076X
- International Standard Name Identifier: 0000 0001 1930 968X
- Library of Congress Control Number: n97844075
- MusicBrainz: 3fb8440f-2bae-48e9-9142-48d986250a79
- Nationale Bibliotheek van Tsjechië: js20051226019
- Nationale Bibliotheek van Israël: 987007412477505171
- Nederlandse Thesaurus van Auteursnamen: 157853535
- Système universitaire de documentation: 050425447
- Virtual International Authority File: 117621928
- WorldCat: E39PBJxWPdFJCBbyXKRbFt6Frq